# Frederick Schramm
Pour les articles homonymes, voir Schramm.
Frederick William Schramm, dit Bill Schramm,, né à Hokitika le 28 mars 1886 et mort le 28 octobre 1962,, est un homme politique néo-zélandais.

## Biographie
Ses parents sont danois, installés en Australie puis, dans les années 1860, en Nouvelle-Zélande. « Athlète renommé » dans sa jeunesse, il joue également au cricket et au rugby,, et étudie au Canterbury College. Il travaille dans l'administration des tribunaux à Wanganui et à Te Kuiti avant de s'engager dans les forces armées pour la Première Guerre mondiale. Jugé inapte à être envoyé au front, il est intégré aux forces de réserve puis, en 1919, reprend son emploi dans diverses villes du pays,,. En 1923, il quitte l'administration judiciaire et s'établit comme solliciteur à Auckland. 
Membre du Parti travailliste, il se présente sans succès dans la circonscription du ministre de la Santé Alexander Young (en) aux élections législatives de 1928. Aux élections de 1931, il est élu député de la circonscription d'Auckland-est à la Chambre des représentants de Nouvelle-Zélande. En 1943, il est élu président de la Chambre. Sa circonscription ayant été abrogée, il se présente en 1946 dans la circonscription de Parnell (un quartier d'Auckland), où il est battu ; il y est battu également aux élections de 1949,.